# سكن جامعي

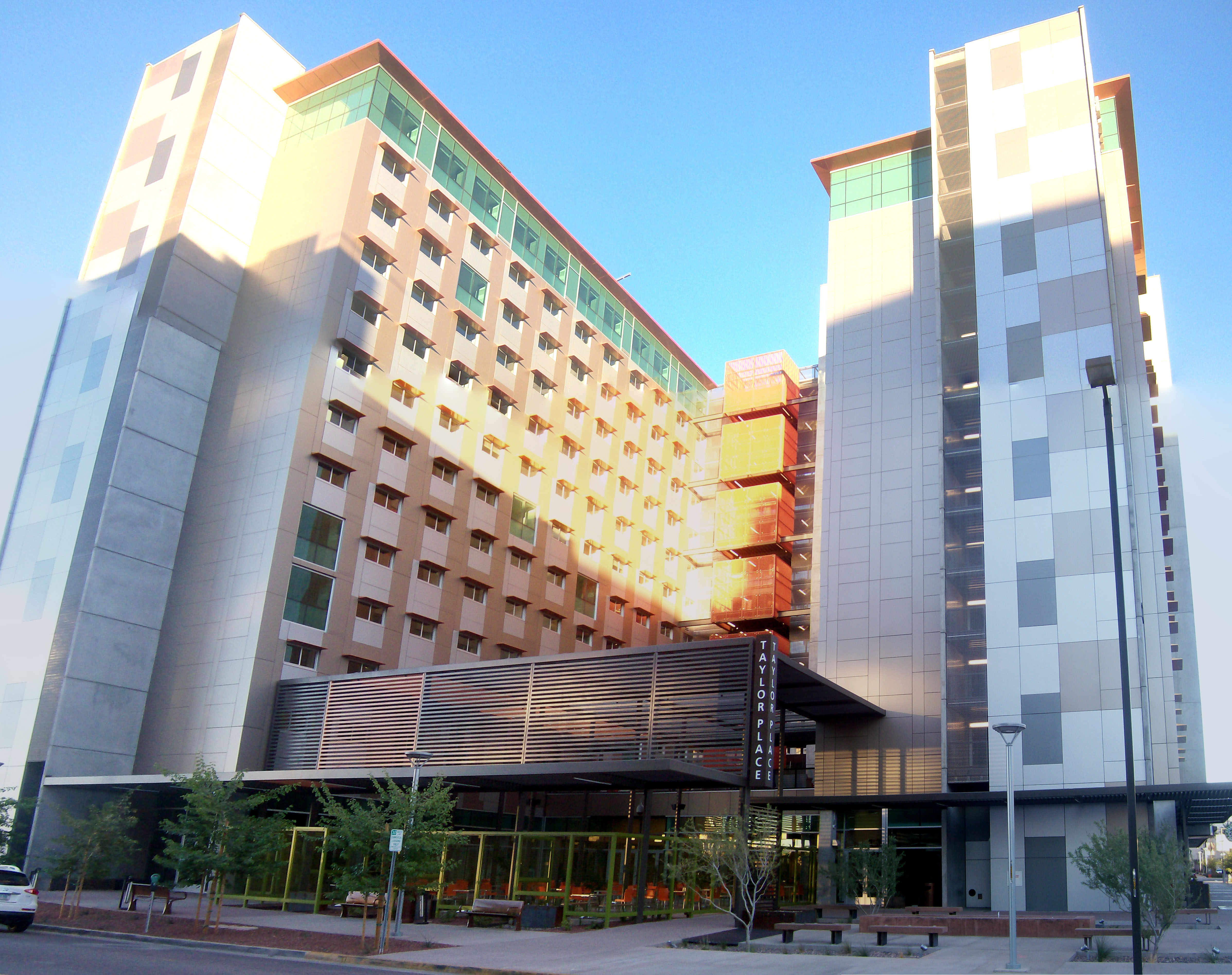
سكن الطلاب الجامعي الخاص بجامعة ولاية أريزونا.

المهجع أو السكن الطلابي أو السكن الجامعي هي غرف توفرها معظم الكليات والجامعات لطلابها، وعادة بتكلفة. وتتألف هذه المباني والتي تشبه المبنى السكني من العديد من الغرف، وعدد الغرف يختلف على نطاق واسع جدًا من مجرد عدد قليل إلى المئات. أكبر مبنى سكني جامع هو قاعة بانكروفت في الأكاديمية البحرية للولايات المتحدة.
تختلف الغرف السكنيّة في الكليات والجامعات في الحجم والشكل والمرافق وعدد الأشخاص. في الولايات المتحدة تتسع كل غرفة من غرف السكن الجامعي الإقامة اثنين من الطلاب مع عدم وجود المرحاض. وعادة ما يشار إلى هذا النوع من الغرف بالغرف «المزدوجة». في كثير من الأحيان، قاعات السكن لها مرافق حمام مشتركة.
في الولايات المتحدة، يتم فصل قاعات السكن أحيانًا حسب الجنس، خصوصًا الجامعات الكاثوليكية منها على سبيل المثال، لدى جامعة نوتر دام في ولاية انديانا تاريخ طويل الفصل حسب الجنس وتحديد زيارة الجنس الآخر.